# Stan Van Tricht
Stan Van Tricht (Lovanio, 20 settembre 1999) è un ciclista su strada belga che corre per il team Alpecin-Deceuninck. È professionista dal 2022.

## Palmarès

### Strada
- 2017 (Juniores)

1ª tappa Ster van Zuid-Limburg (Borlo > Bovelingen)
- 2019 (SEG Racing Academy, una vittoria)

2ª tappa Olympia's Tour (Twello > Twello)
- 2020 (SEG Racing Academy, una vittoria)

3ª tappa Arden Challenge (Érezée > Érezée)
- 2024 (Alpecin-Deceuninck, una vittoria)

Coppa Bernocchi

#### Altri successi
- 2018 (VL Technics-Experza-Abutriek)

Classifica giovani Vuelta al Bidasoa
- 2020 (SEG Racing Academy)

Grand Prix Raygeo
Grote Prijs De Kroon
- 2021 (SEG Racing Academy)

Classifica giovani International Tour of Rhodes
Omloop van Valkenswaard
Gullegem Koerse
- 2023 (Soudal - Quick Step)

GP Vermarc

## Piazzamenti

### Classiche monumento
- Liegi-Bastogne-Liegi

2024: ritirato
2025: ritirato

### Competizioni mondiali
- Campionati del mondo

Yorkshire 2019 - In linea Under-23: ritirato
Fiandre 2021 - In linea Under-23: 78º

### Competizioni europee
- Campionati europei

Plouay 2020 - In linea Under-23: 35º
Trento 2021 - In linea Under-23: 26º